# Cerkiew św. Michała Archanioła w Nowosiółkach
Cerkiew św. Michała Archanioła – prawosławna cerkiew parafialna w Nowosiółkach na Białorusi, w dekanacie kobryńskim eparchii brzeskiej i kobryńskiej Egzarchatu Białoruskiego Patriarchatu Moskiewskiego.

## Historia
Świątynię zbudowano w 1881 r. według projektu Fiodora Afanasjewa. Była remontowana.

## Architektura

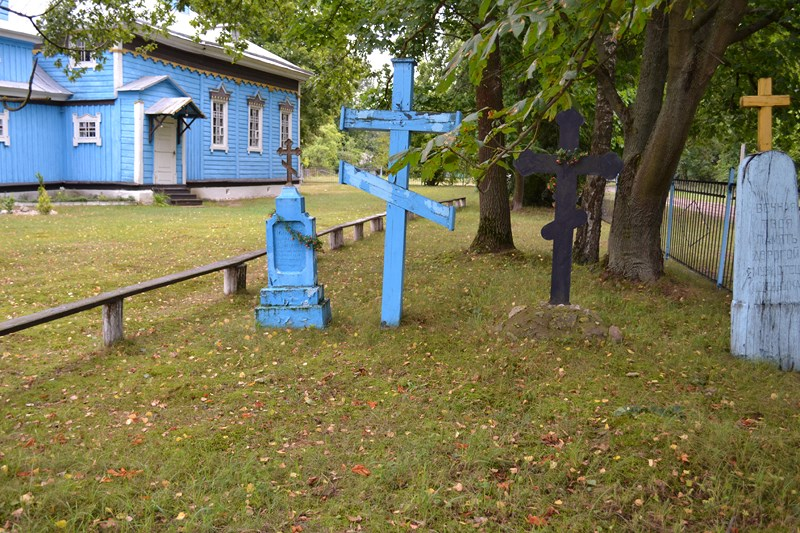
Przycerkiewny cmentarz

Cerkiew wzniesiono w stylu bizantyjsko-rosyjskim z drewna pomalowanego na niebiesko, orientowana. Przed wejściem do świątyni znajduje się ganek podparty o dwie drewniane belki, na nim widnieje ikona patronalna. Dzwonnica-wieża składa się z dwóch części (dolna — 4-boczna, która pełni także rolę przedsionka, górna — 8-boczna, zwieńczona kopułą). Dach cerkwi — dwuspadowy, blaszany a na nim jedna cebulasta kopuła. Świątynia posiada też dwa wejścia boczne i apsydę.

### Wnętrze
We wnętrzu znajduje się drewniany ikonostas.